# Parafia Podwyższenia Krzyża Świętego i św. Herberta w Katowicach
Parafia Podwyższenia Krzyża Świętego i św. Herberta – parafia rzymskokatolicka w Katowicach, wchodząca w skład dekanatu Katowice-Załęże, w archidiecezji katowickiej. Znajduje się ona w zachodniej części miasta i obejmuje ona swoim zasięgiem dzielnicę Osiedle Witosa. Parafia liczy 13 850 wiernych, a kościół parafialny znajduje się przy ul. N. Barlickiego 2.

## Historia

### Powstanie parafii
Zalążkiem osiedla Witosa były tzw. Finy, czyli osiedle domków fińskich, które podlegały parafii świętych Cyryla i Metodego w Załęskiej Hałdzie. Później zostały połączone z os. Obroki – Rewolucjonistów przy KWK Kleofas, które podlegało parafii św. Józefa w Załężu (parafii – matce kościoła Podwyższenia Krzyża Świętego i Świętego Herberta). W 1976 rozpoczęła się likwidacja domków fińskich i została rozpoczęta budowa nowego osiedla na terenach Załęskiej Hałdy.
W 1977 otwarto punkt katechetyczny w piwnicach bloku przy ówczesnej ul. Rewolucjonistów, gdzie katechizowali księża z parafii w Załężu. Następnie w 1980 w piwnicach przy ul. Krasickiego 9 został otwarty punkt katechetyczny na powstającym Osiedlu Witosa. We wrześniu 1981 władze administracyjne wydały wstępną zgodę na budowę kościoła na tym osiedlu. 13 grudnia 1981 została odprawiona pierwsza msza św. w prowizorycznej kaplicy.
14 września 1982 dekretem ówczesnego ordynariusza diecezji katowickiej księdza biskupa Herberta Bednorza została erygowana parafia pod wezwaniem Podwyższenia Krzyża Świętego. W kwietniu 1984 ukończono budowę domu katechetycznego.

### Powstanie kościoła parafialnego
Architektem kościoła został Janusz Grzegorzak. Budowa świątyni zakończyła się w 1992. Wnętrze zaprojektował Piotr Kłosek. 16 maja 1993 arcybiskup metropolita katowicki Damian Zimoń dokonał poświęcenia górnego kościoła. W ołtarzu zostały złożone relikwie św. męczenników Tymoteusza i Wiktoryny.
W grudniu 1993 biskup pomocniczy archidiecezji katowickiej Gerard Bernacki dokonał poświęcenia dolnego kościoła.

## Proboszczowie
- ks. Leon Połednik (wikariusz z parafii załęskiej kierujący budową: 1981–1982)
- ks. Leonard Bogacki (1982–1987)
- ks. Henryk Wicik (administrator, 1987–1988)
- ks. Władysław Nieszporek (1988–1998)
- ks. Józef Grygier (1998–2023)
- ks. Jarosław Ogrodniczak (od 2023)[1]

## Grupy parafialne
Źródło:
- Ruch Światło-Życie
- Ruch Domowego Kościoła – Oaza Rodzin
- Dzieci Maryi
- Eucharystyczny Ruch Młodych
- Grupa Teatralna na Witosa (GTnW)
- Odnowa w Duchu Świętym
- Parafialny Klub Seniora
- Pomocnicy Maryi Matki Kościoła
- Żywy Różaniec, Zespół Charytatywny
- Ministranci
- Lektorzy